# Katie Cassidy
Pour les articles homonymes, voir Cassidy.
Katherine Cassidy, dite Katie Cassidy, est une actrice et mannequin américaine, née le 25 novembre 1986 à Los Angeles. 
Au cinéma, elle est connue pour avoir joué dans les films suivants : Terreur sur la ligne (2006), Black Christmas (2006), Les Griffes de la nuit (2010), Taken (2008) et Bienvenue à Monte-Carlo (2011). 
Elle se fait également un nom à la télévision, grâce aux séries télévisées Melrose Place : Nouvelle Génération, Supernatural, Harper's Island, Gossip Girl et occupe depuis 2012, un rôle principal dans Arrow. Elle apparaît également dans les autres séries Flash et Legends of Tomorrow.

## Biographie

### Enfance et formation
Née à Los Angeles en Californie, Katherine Evelyn Anita Cassidy est la fille de l'acteur David Cassidy et du mannequin Sherry Williams. Ses parents se sont rencontrés dans les années 1970 et ils ont commencé à se fréquenter peu de temps après leur première rencontre. David et Sherry se sont séparés mais ils sont restés de bons amis. Les grands-parents paternels de Katie sont Jack Cassidy et Evelyn Ward. Elle est également la nièce de Shaun Cassidy, Patrick Cassidy et Ryan Cassidy.
Elle a grandi à Calabasas avec sa mère et son beau-père, Richard Benedon, un urgentiste. Elle a deux demi-sœurs aînées : Jenna et Jamie (issues du premier mariage de sa mère), ainsi qu'un demi-frère cadet, Beau Devin Cassidy, né le 8 février 1991, (issu du second mariage de son père avec l'actrice Sue Shifrin).
Enfant, Katie Cassidy faisait de la gymnastique ainsi que des compétitions puis elle est devenue pom-pom girl pour les California Flyers, une équipe de compétitions. Elle était également pom-pom girl pendant ses années lycée à la Calabasas High School dont elle est ressortie diplômée en 2005.
Lorsqu'elle est à l'école primaire, Katie Cassidy se découvre une passion pour l'industrie du spectacle et participe à plusieurs productions de théâtre dès l'âge de sept ans. Adolescente, elle étudie le métier d'acteur avec un coach. Elle se lance d'abord dans le mannequinat en apparaissant dans une campagne publicitaire pour Abercrombie & Fitch en 2004. Sa mère ne lui permet pas de se lancer dans une carrière d'actrice jusqu'à ce qu'elle obtienne son diplôme d'études secondaires avec des cours préparatoires à l'université.

### Carrière

#### Débuts (2003-2006)
En 2003, Katie Cassidy fait ses débuts à la télévision en faisant une apparition dans la série dramatique Division d'élite. Elle continue sur ce rythme et intervient dans les shows Listen Up!  et Sex, Love and Secrets avant d'obtenir son premier rôle récurrent pour la série familiale Sept à la maison. 
En 2006, elle fait son entrée au cinéma en jouant des seconds rôles pour le film d'horreur Terreur sur la ligne et la comédie Click : Télécommandez votre vie, avec Adam Sandler et Kate Beckinsale. Le premier, remake de Terreur sur la ligne de Fred Walton, sorti en 1979, rencontre un franc succès au box office avec plus de 66 millions de dollars de recettes pour un budget « modeste » de 15 millions de dollars. Le second est numéro 1 au box-office le weekend de sa sortie, avec un budget de 40 millions de dollars il en rapportera près de 240 millions. En revanche, côté critique, le film d'horreur déçoit et la comédie divise. 
Fin d'année, elle obtient, à nouveau, un second rôle dans un film d'horreur, cette fois ci pour Black Christmas, qui est le remake du film du même nom de 1974. Le film se concentre sur un fou échappé, qui retourne à sa maison d'enfance, devenue une sororité. Les critiques sont négatives et le film ne fait pas d'étincelles au box office. 

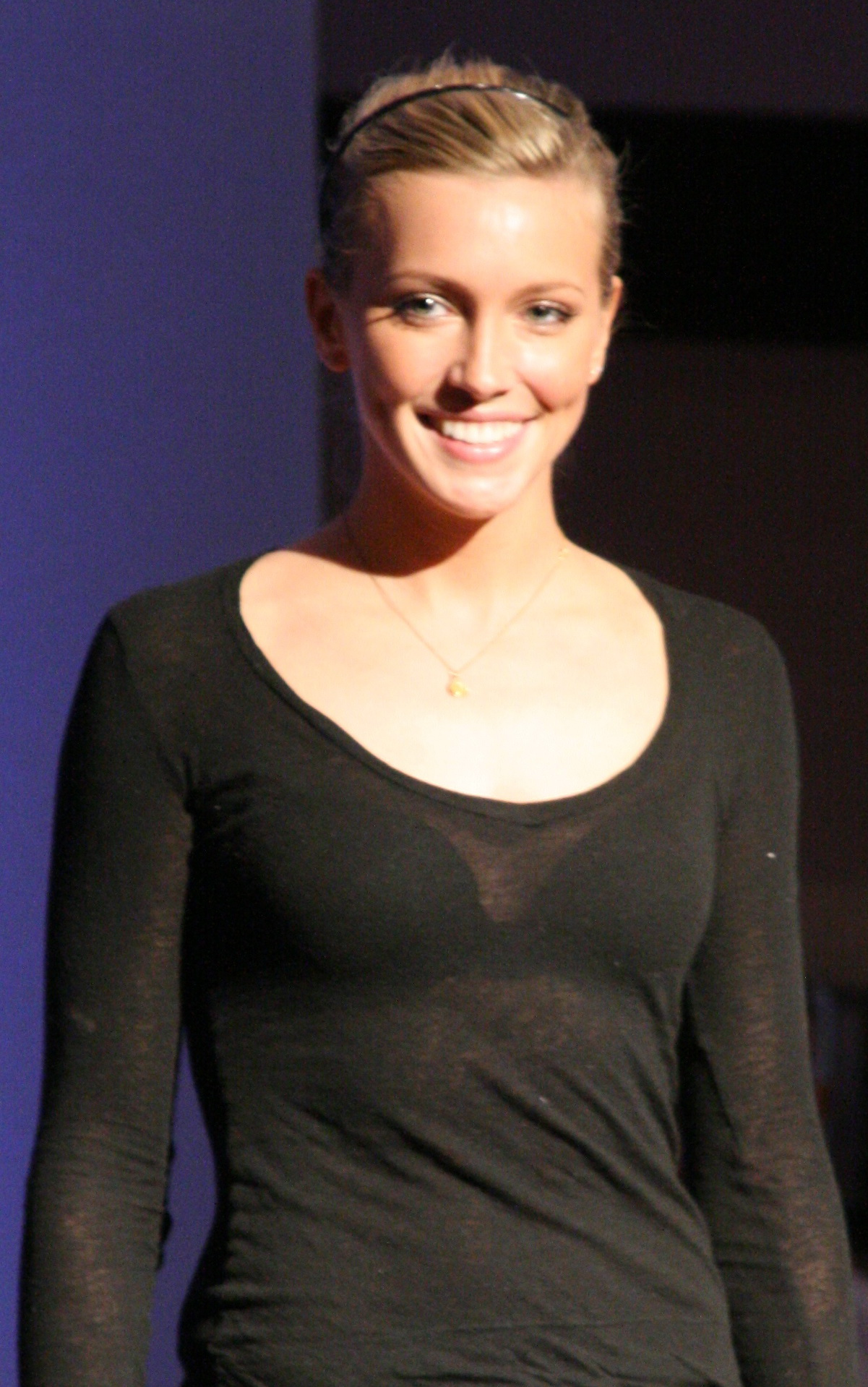
Katie Cassidy en 2008.

#### Révélation télévisuelle et cinématographique (2007-2012)
En 2007, elle passe à la comédie dramatique, d'une part pour le film indépendant Splin et pour Live ! avec Eva Mendes, cette comédie, présentée en compétition au Festival du cinéma américain de Deauville 2007, est une satire qui traite des limites de la téléréalité. 
En 2008, elle obtient un rôle dans le film d'action Taken, porté par Liam Neeson, le film est un grand succès commercial et critique, qui déclenchera, par la suite, une saga. Puis, elle retourne à la télévision pour la série télévisée fantastique Supernatural. Elle interprète un démon à partir de la troisième saison, le personnage est censé revenir lors de la quatrième saison, mais en raison de coupes budgétaires, Katie Cassidy est remplacée par Genevieve Padalecki. 
En 2009, elle intègre la distribution principale de la mini-série Harper's Island sur la chaîne américaine CBS. Elle incarne Patricia 'Trish' Wellington, une femme fraîchement mariée. La série se concentre sur des membres d'une famille et leurs amis, qui partent se réunir sur une île afin de célébrer un mariage. Une île connue pour son passé sinistre et ses histoires de meurtres. Dans ce puzzle horrifique, un personnage décède à chaque épisode. Vendue comme une série au format d'anthologie, elle n'est finalement pas renouvelée pour une seconde saison, en raison des audiences jugées insatisfaisantes par la chaîne, malgré des critiques encourageantes et des débuts prometteurs.  

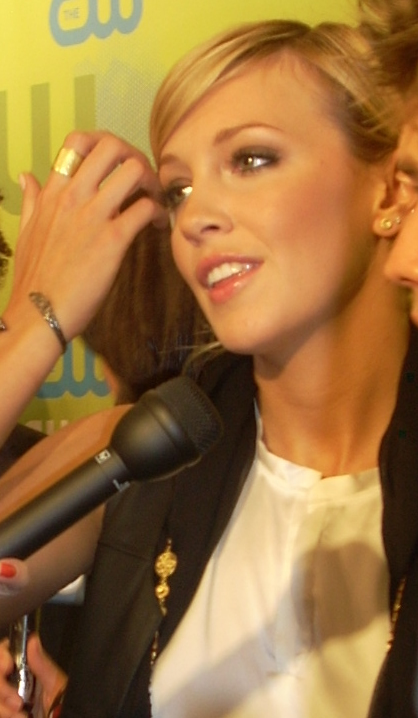
Katie Cassidy, en 2009, lors de la soirée organisée par le réseau The CW Television Network pour la présentation de la série télévisée Melrose Place : Nouvelle Génération.

Elle signe ensuite pour jouer un des personnages principaux dans Melrose Place : Nouvelle Génération, spin-off de la série télévisée des années 1990, Melrose Place. Elle y joue le rôle de Ella Simms, une journaliste qui travaille pour la société d'Amanda Woodward. Les médias trouvent des similitudes entre ce personnage et celui d'Heather Locklear, Amanda, de la série originale. Ce rôle lui vaut des critiques positives de la part du Los Angeles Times qui dit d'elle : « Katie est déjà identifiée comme l'une des délicieuses sournoises de la série », et elle est citée comme étant « la meilleure chose du spin-off de Melrose Place »,. La série est diffusée pour la première fois le 8 septembre 2009, elle fait beaucoup parler lors de son lancement mais elle est annulée après une saison, faute d'audiences et ce malgré une réorientation créative amorcée à la mi saison.
En 2010, elle fait son retour au cinéma dans le genre horrifique qui l’a révélée, et une nouvelle fois pour un remake, avec Les Griffes de la nuit. Elle y joue Kris Fowles, une amie du personnage principal Nancy Holbrook, interprété par Rooney Mara. Le film décroche la première place du box-office à sa sortie, il remporte 115 millions de dollars de recettes en fin d'exploitation et la performance de Katie Cassidy est saluée par une nomination lors des Teen Choice Awards dans la catégorie «Actrice de film d'horreur/thriller» ainsi que lors des Fright Meter Awards dans la catégorie «Meilleure actrice dans un second rôle». Cette même année, elle continue de séduire un public essentiellement adolescents en obtenant un rôle récurrent dans la quatrième saison de la série télévisée Gossip Girl.
En 2011, c’est ainsi qu’elle est l’un des rôles principaux de la comédie romantique Bienvenue à Monte-Carlo, aux côtés de Selena Gomez et Leighton Meester. Le film est tourné à Budapest, Paris et Monte-Carlo du 5 mai au 7 juillet 2010 avant sa sortie au cinéma le 1er juillet 2011. Le film rencontre un succès modeste critique et public,.  

Cette année-là, elle tourne dans le pilote de Georgetown, nouvelle série d'ABC Family. Elle interprète Nikki, membre du personnel du bureau des communications de la Maison-Blanche, ayant une connexion avec la Première Dame. Cependant, en mai 2011, ABC ne commande pas la série. Elle doit donc se contenter d’une apparition en tant que guest-star dans un épisode de New Girl. 

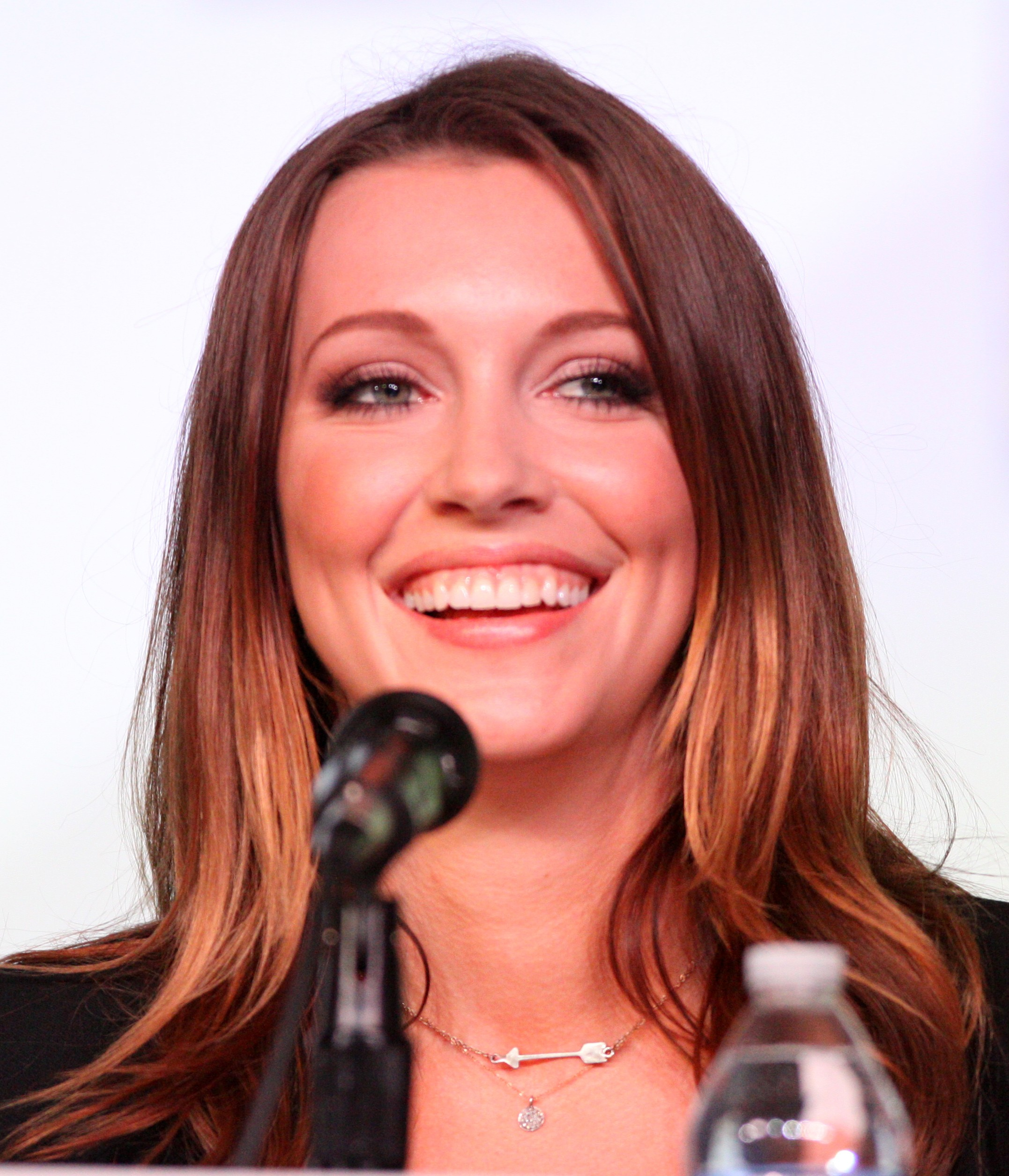
Katie Cassidy au Comic-Con en juillet 2012.

#### Succès et confirmation télévisuelle (2012-présent)

Logo de la série Arrow.

En 2012, elle obtient l'un des rôles principaux de la nouvelle série de The CW, Arrow, basée sur les comics du même nom. La diffusion commence aux États-Unis à l'automne 2012. Katie Cassidy est une nouvelle fois citée lors des Teen Choice Awards 2013 avant de remporter le titre de la «Meilleure interprétation dramatique dans une série» lors des Prism Awards.  
Pendant quatre saisons, elle interprète le procureur Laurel Lance / Black Canary avant que son personnage ne soit tué par Damien Darhk, courant de l'année 2016, lors de la quatrième saison. 
Parallèlement au tournage de la série, elle apparaît dans le téléfilm Mortelle intention, en 2013 avant de retourner sur le grand écran pour l'adaptation cinématographique du roman graphique The Scribbler aux côtés d'Eliza Dushku et Michelle Trachtenberg. Elle interprète Suki, une femme atteinte de trouble dissociatif de l'identité.  

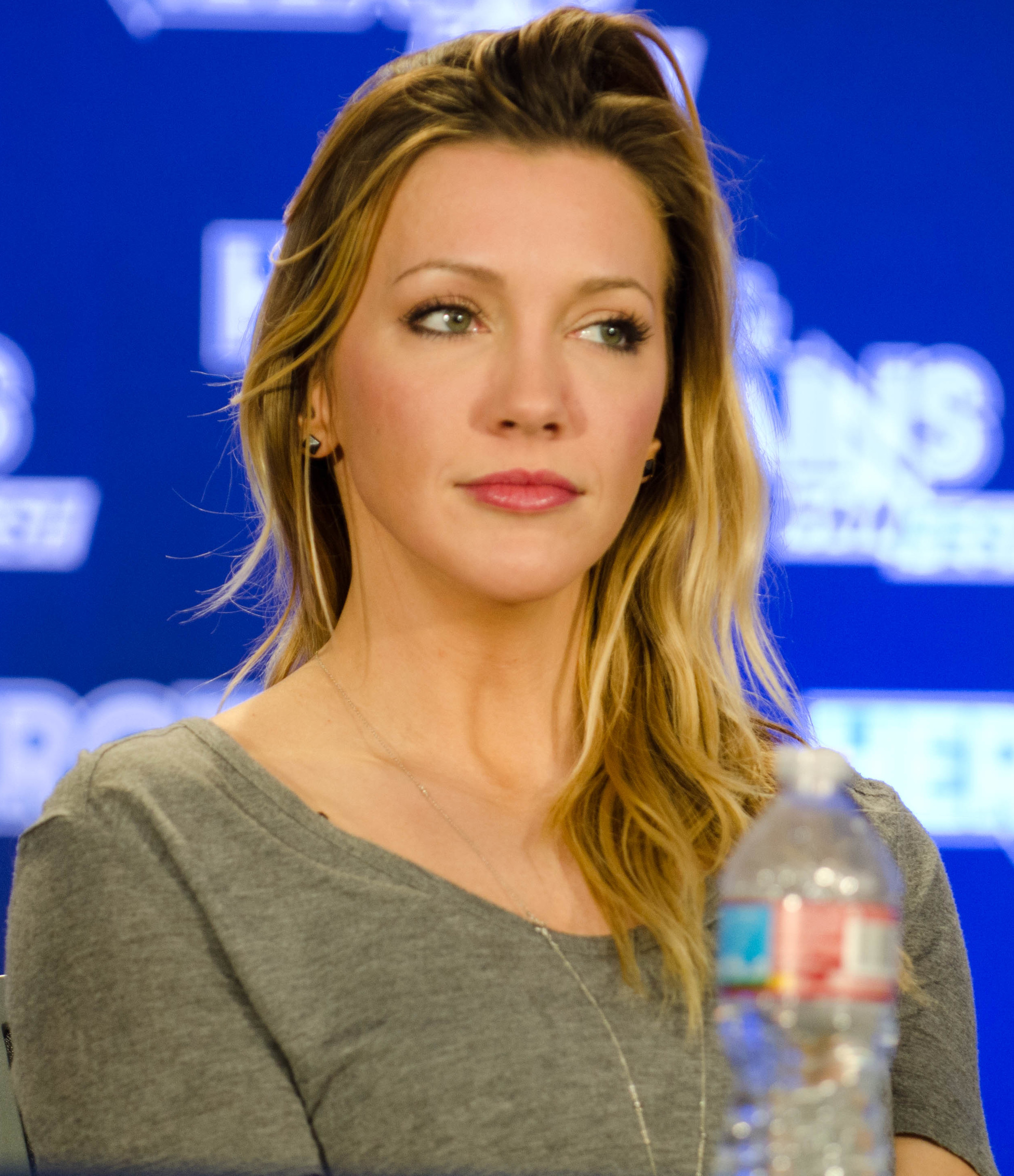
Katie Cassidy, lors de la convention Heroes & Villains Fan de 2015.

Finalement, pour 2017, afin d'apaiser les fans du show, mécontent du traitement apporté par l'équipe scénaristique au personnage, Katie est promue pour apparaître dans une version alternative nommée Laurel Lance / Black Siren, un double maléfique, et ce, de manière régulière, dans les séries de l'univers DC : The Flash, Legends of Tomorrow et elle retrouve également les studios d'Arrow,, durant la cinquième saison, puis en rejoignant la distribution régulière, dès la sixième saison du show.
Cette même année, elle retourne au cinéma indépendant pour deux productions : elle rejoint Drake Bell et Jerry Trainor pour le film à suspense Cover Versions réalisé par l'acteur Todd Berger; puis elle intègre la comédie romantique, Grace de Devin Adair avec Tate Donovan, Matthew Lillard et Debby Ryan. Cette production, dans laquelle elle occupe le premier rôle, est saluée lors de cérémonies de remises de prix.  
Le 4 mars 2019, la production annonce que la huitième saison d'Arrow composée de 10 épisodes, sera la dernière de la série. La série prendra fin début 2020 avec un total de 170 épisodes.

### Vie privée
En 2002, à l'âge de 15 ans, Katie Cassidy fréquente le chanteur de rock Greg Raposo (né le 3 mai 1985) - grâce auquel elle rencontre le chanteur et acteur Jesse McCartney. Ils se séparent un an plus tard et, en 2004, Katie Cassidy entame une relation médiatisée avec Jesse McCartney. En 2005, elle tourne dans son clip She's No You, puis il écrit de nombreuses chansons pour elle. Le couple se sépare après plus de trois ans de relation en 2007.
En 2009, elle fréquente brièvement le basketteur slovène Saša Vujačić, puis a une liaison avec l'acteur Topher Grace. De janvier 2010 à décembre 2011, elle est en couple avec le joueur de hockey sur glace Jarret Stoll, puis elle a une brève histoire d'amour avec l'acteur Jerry Ferrara en 2012, avant de fréquenter le joueur de hockey sur glace Jason Garrison de novembre 2012 à novembre 2014. Le mois suivant sa rupture avec Jason, Katie débute une histoire d'amour avec le producteur de télévision Dana Brunetti, dont elle se sépare deux ans plus tard.
En juin 2017, Katie Cassidy annonce ses fiançailles avec l'homme d'affaires Matthew Rodgers, au bout de six mois de relation. Le couple se marie le 8 décembre 2018, mais Katie demande le divorce le 8 janvier 2020, soit treize mois plus tard. Le divorce est prononcé le 22 mars 2021.

### Atteinte à la vie privée
En 2017, Katie Cassidy est victime, ainsi qu'une centaine d'autres célébrités, d'une campagne de piratage massive, similaire au "Celebgate" ayant eu cours durant l'année 2014, via l'iCloud de ces derniers. De nombreuses photos intimes de Cassidy se répandront sur la toile,.

## Filmographie

### Cinéma
- 2006 : Terreur sur la ligne de Simon West : Tiffany
- 2006 : The Lost de Chris Sivertson : Dee Dee
- 2006 : Click de Frank Coraci : Samantha à 27 ans
- 2006 : Black Christmas de Glen Morgan : Kelly
- 2007 : Spin (You Are Here) de Henry Pincus : Apple
- 2007 : Live ! de Bill Guttentag : Jewel
- 2007 : Walk the Talk de Matthew Allen : Jessie
- 2008 : Taken de Pierre Morel : Amanda
- 2010 : Freddy : Les Griffes de la nuit (A Nightmare on Elm Street) de Samuel Bayer : Kris Fowles
- 2011 : Bienvenue à Monte-Carlo (Monte Carlo) de Thomas Bezucha : Emma
- 2014 : The Scribbler de John Suits : Suki
- 2016 : Wolves at the Door de John R. Leonetti : Sharon Tate
- 2018 : Cover Versions de Todd Berger : Jackie
- 2018 : Grace de Devin Adair : Dawn Walsh
- 2021 : I Love Us (en) de Danny A. Abeckaser

### Télévision

#### Séries télévisées
- 2003 : Division d'élite (The Division) : Jeune CD (saison 3, épisode 2)
- 2005 : Listen Up! : Rebecca (saison 1, épisode 13)
- 2005 : Sept à la maison (7th Heaven) : Zoé (saison 9, épisodes 13, 15, 19 et 20)
- 2005 : Sex, Love and Secrets : Gabrielle (saison 1, épisodes 1 et 2)
- 2007-2008 : Supernatural : Ruby (personnage principal saison 3)
- 2009 : Harper's Island : Trish Wellington (13 épisodes)
- 2009-2010 : Melrose Place : Nouvelle Génération : Ella Simms (18 épisodes)
- 2010-2012 : Gossip Girl : Juliet Sharp (saison 4, épisodes 1 à 11; saison 6, épisode 10)
- 2011 : New Girl : Brooke (saison 1, épisode 3)
- 2012-2020 : Arrow : Laurel Lance / Black Canary (saisons 1 à 5) et Laurel Lance / Black Siren (Terre 2) (à partir de la saison 5) (152 épisodes)
- 2015-2018 : The Flash : Laurel Lance / Black Canary (3 épisodes)
- 2016 : Vixen (web série d'animation) : Black Canary (voix) (5 épisodes)
- 2016-2017 : DC : Legends of Tomorow : Laurel Lance / Black Canary (2 épisodes)

#### Téléfilms
- 2013 : Mortelle intention (Kill for me) de Michael Greenspan : Amanda Rowe
- 2015 : Superhero Fight Club : Black Canary (court-métrage)
- 2017 : Vixen : The Movie : Black Canary / Laurel Lance (voix)

### Clips
- 2004 : Just Lose It d'Eminem
- 2005 : She's No You de Jesse McCartney

### Jeux vidéo
- 2017 : Hidden Agenda : Becky Marney (capture de mouvement et voix)

## Distinctions
Sauf indication contraire ou complémentaire, les informations mentionnées dans cette section proviennent de la base de données IMDb.

### Récompenses
- Prism Awards 2015 : Meilleure performance dans une série dramatique pour Arrow.
- First Glance Film Festival 2018 : Meilleure actrice pour Grace.

### Nominations
- Fright Meter Awards 2010 : Meilleure actrice dans un second rôle pour Freddy : Les Griffes de la nuit.
- Teen Choice Awards 2010 : Meilleure actrice dans un film d'horreur pour Freddy : Les Griffes de la nuit.
- Teen Choice Awards 2013 : Meilleure actrice dans une série de science-fiction/fantastique pour Arrow.

## Voix francophones
En version française, Katie Cassidy est dans un premier temps doublée par 
Chloé Berthier dans  Sept à la maison et Supernatural, Sylvie Jacob dans Melrose Place : Nouvelle Génération et Harper's Island ainsi que par Edwige Lemoine dans Taken, Noémie Orphelin dans Freddy : Les Griffes de la nuit, Olivia Nicosia dans Gossip Girl, Virginie Kartner dans New Girl, Dorothée Pousséo dans Bienvenue à Monte-Carlo et Barbara Beretta dans Vixen.
À partir de 2012, Anne Tilloy devient sa voix régulière, la doublant dans les séries du Arrowverse, Mortelle intention et Wolves at the Door. Aurélie Turlet lui prête sa voix dans The Scribbler.